# Extreme Rules 2012
Extreme Rules 2012 was een professioneel worstel-pay-per-viewevenement dat geproduceerd werd door WWE. Dit evenement was de vierde editie van Extreme Rules en vond plaats in de Allstate Arena in Rosemont (Illinois) op 29 april 2012.

## Matchen
| Nr.                                                                          | Match | Winnaar(s)          |
| ---------------------------------------------------------------------------- | --- | ------------------- |
| -                                                                            | Santino Marella (c) vs. The Miz in een een-op-eenmatch voor het WWE United States Championship               | Santino Marella (c) |
| 1                                                                            | Randy Orton vs. Kane in een Falls Count Anywhere match                                                       | Randy Orton         |
| 2                                                                            | Brodus Clay (met Hornswoggle) vs. Dolph Ziggler (met Vickie Guerrero en Jack Swagger) in een een-op-eenmatch | Brodus Clay         |
| 3                                                                            | Big Show (c) vs. Cody Rhodes in een Tables match WWE Intercontinental Championship                           | Cody Rhodes (nc)    |
| 4                                                                            | Sheamus (c) vs. Daniel Bryan in een Two out of Three Falls match voor het World Heavyweight Championship     | Sheamus (c)         |
| 5                                                                            | Ryback vs. Aaron Relic & Jay Hatton in een 2-op-1 Handicap match                                             | Ryback              |
| 6                                                                            | CM Punk (c) vs. Chris Jericho in een Chicago Street Fight match                                              | CM Punk (c)         |
| 7                                                                            | Nikki Bella (c) vs. Layla1 in een een-op-eenmatch voor het WWE Divas Championship                            | Layla (nc)          |
| 8                                                                            | Brock Lesnar vs. John Cena in een Extreme Rules match                                                        | John Cena           |
| (c) huidige kampioen voor en na de match \| (nc) nieuwe kampioen na de match | |                     |

1 Tijdens de show was Beth Phoenix niet medisch in orde na een voetblessure die ze opliep tijdens de Raw-aflevering van de voorbije week. Layla nam haar plaats in en ze maakte haar terugkeer in de ring na een maandenlange inactiviteit vanwege haar knieblessure.